# Mirosław Gornowicz
Mirosław Antoni Gornowicz (ur. 13 czerwca 1954 w Czersku) – polski inżynier, ekonomista, dr hab., profesor nadzwyczajny Uniwersytetu Warmińsko-Mazurskiego w Olsztynie.

## Życiorys
W 1983 r. uzyskał stopień doktora nauk technicznych, a w 2004 r. doktora habilitowanego nauk ekonomicznych. Od 2005 r. profesor Uniwersytetu Warmińsko-Mazurskiego w Olsztynie. Wieloletni kierownik Katedry Mikroekonomii, a następnie Katedry Rynku i Konsumpcji na Wydziale Nauk Ekonomicznych UWM w Olsztynie. W latach 2008–2012 dziekan tego Wydziału a od 2012 r. przez trzy kadencje prorektor ds. rozwoju i polityki finansowej UWM w Olsztynie. 
W latach 2012–2016 - członek, a od roku 2016 - przewodniczący Uniwersyteckiej Komisji Finansowej Konferencji Rektorów Uniwersytetów Polskich.
Od 2006 r. nieprzerwanie przez cztery kadencje radny i przewodniczący Komisji Budżetu i Finansów w Radzie Miasta Olsztyna.
Odznaczony Brązowym (2012) i Złotym (2021) Krzyżem Zasługi oraz Medalem Komisji Edukacji Narodowej (2019).